# Ana Wilhelmson-Lagerman
Ana Margot Lucia Wilhelmson-Lagerman, född 10 november 1907 i Göteborg, död 14 oktober 1988 i Stockholm, var en svensk målare, grafiker, tecknare, textilkonstnär och glaskonstnär.
Hon var dotter till Carl Wilhelmson och Berta Kerfstedt och från 1928 fram till skilsmässan 1955 gift med konteramiralen Sigurd Lagerman. Med honom hade hon sonen Thomas Lagerman, som även han gjorde karriär inom flottan. Hon studerade vid sin fars målarskola 1922–1928 där hon influerades av sina studiekamrater Helge Linden, Torsten Jovinge och Erik Byström men hennes konst kom ändå att bli jämförd med faderns arbeten. Efter studierna företog hon kortare studieresor till Oslo, Köpenhamn, Paris och Nederländerna. Hon tilldelades ett diplom för mattor utförda i ryateknik 1937. Separat ställde hon bland annat ut i Karlskrona, Malmö, Lund och Köpenhamn samt på Konstnärshuset, Gummesons konsthall, Galerie Æsthetica och Lyceumklubben i Stockholm. Tillsammans med Louis Bastin ställde hon ut i Göteborg 1944 och hon medverkade i flera av Sveriges allmänna konstförenings utställningar på Liljevalchs konsthall i Stockholm. Bland hennes offentliga arbeten märks en glasmålningar för Västerås domkyrka. Hennes konst består av surrealistiska stilleben, interiörer och träsnitt. Som illustratör utförde hon 1925 mikroskopteckningar till ett vetenskapligt arbete som utfördes av A Jokl. Wilhelmson-Lagerman är representerad vid Waldemarsudde, Nationalmuseum, Bohusläns museum och Göteborgs museum.